# Seattle Sounders (1974–1983)
För andra betydelser, se Seattle Sounders (olika betydelser).
Seattle Sounders var en professionell fotbollsklubb i Seattle i Washington i USA som spelade i North American Soccer League (NASL) under hela sin existens 1974–1983. Man deltog både i NASL:s utomhus- och inomhusligor.
Under klubbens två första säsonger spelade de sina hemmamatcher på Memorial Stadium och därefter i inomhusarenan Kingdome. Den 25 april 1976 såg 58 218 åskådare på när Sounders tog emot New York Cosmos i det som var det första idrottsevenemanget någonsin i Kingdome.
Klubben främsta meriter är två andraplatser i NASL 1977 och 1982. Båda gångerna förlorade de finalen "Soccer Bowl" mot New York Cosmos.

## Tränare
- John Best (1974–1976)
- Jimmy Gabriel (1977–1979)
- Alan Hinton (1980–1982)
- Laurie Calloway (1983)